# Dibenzylidenaceton

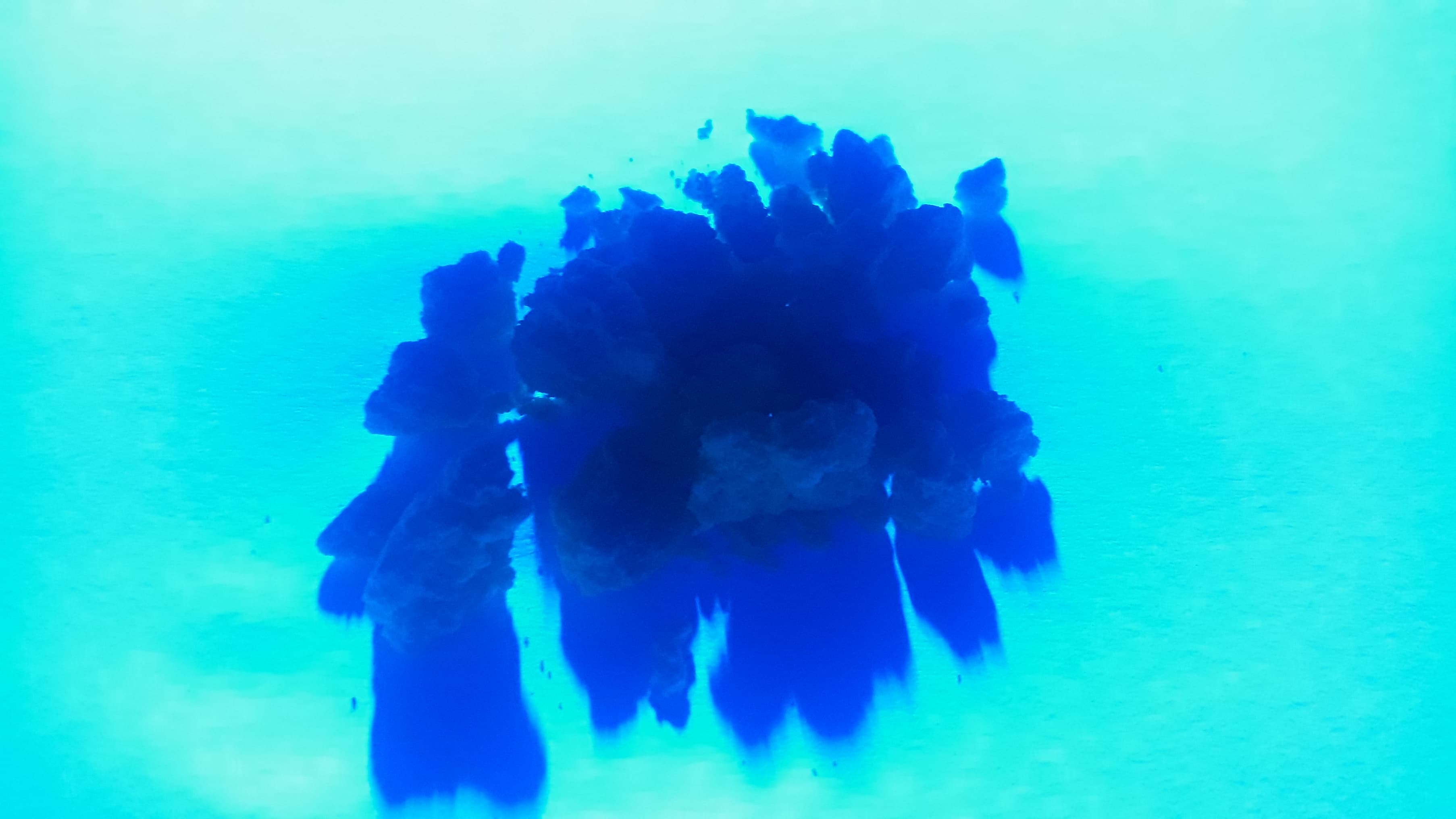
Krystaly chemikálie ozářené UVA a fialovým světlem. Pozorujeme absorpci světla této vlnové délky, krystaly se jeví být černomodré.

Dibenzylidenaceton (též dibenzalaceton, zkráceně dba) je organická sloučenina se sumárním vzorcem C17H14O. Používá se jako složka opalovacích krémů a jako ligand v organokovové chemii.

## Struktura
Dibenzylidenaceton má v alifatickém řetězci dvě dvojné vazby a existuje celkem ve třech geometrických izomerech: cis-cis, cis-trans a trans-trans.[zdroj?]

## Příprava
Tuto sloučeninu lze připravit v laboratoři kondenzací benzaldehydu a acetonu ve vodě či ethanolu za přítomnosti hydroxidu sodného, přičemž vzniká výhradně trans-trans izomer:

## Reakce a deriváty
Při delším vystavení slunečnímu svitu se dibenzylidenaceton mění [2+2] cykloadicí na směs izomerů cyklobutanu.
Dibenzylidenaceton je složkou katalyzátoru tris(dibenzylidenaceton)dipalladia(0), což je nestabilní ligand, který může být snadno nahrazen trifenylfosfinem.